# Joan La Barbara
Joan La Barbara (Filadélfia, 8 de junho de 1947) é uma vocalista e compositora norte-americana de música contemporânea. Foi aluna de Helen Boatwright e já trabalhou com compositores como John Cage, Morton Subotnick (seu marido desde 1979), Philip Glass, Larry Austin, o dançarino Merce Cunningham, o poeta e artista visual Kenneth Goldsmith e muitos outros.
Apesar de ser mais conhecida por suas habilidades vocais e técnicas extensivas, La Barbara é também uma respeitada compositora. Alguns de seus álbuns mais importantes são:
- Voice Is the Original Instrument: Early Works (1976-2003)
- Sound Paintings

## Em Portugal
Actuou no dia 2 de Fevereiro de 2008 no auditório da Fundação de Serralves. Interpretou obras de John Cage, Morton Feldman e Earle Brown.